# Jean-Pierre Wafflard
Jean-Pierre Thierry Èmile Wafflard (Sint-Joost-ten-Node, 27 december 1968) is een Belgisch voormalig worstelaar en judoka.

## Levensloop
Wafflard begon op zijn negende met worstelen. Hij was zowel actief in de vrije stijl, als Grieks-Romeinse. In deze laatste variant heeft hij zich later gespecialiseerd. In de jeugdreeksen behaalde hij zilver en brons. Ook werd hij een 30-tal keer Belgisch kampioen. Op internationaal vlak bleven bij de senioren medailles uit, wel vertegenwoordigde hij België tweemaal op de Olympische Spelen, met name in 1992 en 1996. Hij kwam er uit bij de middengewichten (-82kg). Kort daarop, in februari 1997, kondigde hij zijn afscheid van deze sport aan.
Vervolgens richtte hij zich op het judo, waarin hij met Crossing Schaerbeek het Belgische kampioenschap teamjudo won.  Daarnaast behaalde drie individuele bronzen medailles op het BK, in 1999 in de -90kg en in 2001 en 2005 in de -100kg. Ook leerde hij via deze sport zijn echtgenote kennen.
Na zijn sportcarrière werd hij actief als lesgever in het MMA.